# Thunbergia crispa
Thunbergia crispa là một loài thực vật có hoa trong họ Ô rô. Loài này được Burkill miêu tả khoa học đầu tiên năm 1899.